# Robert Dean Smith
Robert Dean Smith (Kansas City, Estados Unidos, 2 de mayo de 1956) es un tenor dramático estadounidense con ciudadanía suiza especializado en las óperas de Richard Wagner.
Estudió canto con Margaret Thuenemann en la Universidad de Estatal de Pittsburg en Pittsburg y, posteriormente, con Daniele Ferro en la Escuela Juilliard de Nueva York. Al mismpo tiempo, estudió saxofón y tocó en varios conjuntos de jazz. Su primer contrato profesional fue en Bielefeld, Alemania, cantando como barítono, actuando posteriormente en Wiesbaden, Kassel y Bremen. Ya como tenor, en 1995 se incorpora al elenco del Nationaltheater Mannheim, donde comienza a familiarizarse con los papeles de tenor dramático o Heldentenor.
Ha desarrollado su carrera principalmente en torno al repertorio wagneriano, comenzando por los papeles más líricos (Erik en El holandés errante, Walther von Stolzing en Los Maestros Cantores de Núremberg y  Lohengrin), para pasar a otros más dramáticos (Parsifal o Siegmund en La Valquiria) y finalmente abordar algunos de los más duros vocalmente (Tristán y Tannhäuser). También ha desataco en las óperas de Richard Strauss, como Baco en Ariadne auf Naxos y El Emperador de Die Frau ohne Schatten. También ha cantado Florestán en Fidelio de Beethoven, Don José en Carmen (ópera) de Bizet o Ghermann en La dama de picas de Chaikovski.
En el repertorio italiano ha realizado algunas incursiones. De Verdi, Álvaro en La forza del destino y Don Carlo, y de Puccini, Des Grieux en Manon Lescaut (ópera), Mario Cavaradossi de Tosca y Pinkerton en Madama Butterfly.
Actúa regularmente en los principales teatros de ópera del mundo: Bayerische Staatsoper, Wiener Staatsoper, Deutsche Oper Berlin, Scala de Milán, Ópera de París, Ópera de Semper de Dresde, Teatro Real, Gran Teatro del Liceo, Covent Garden, Ópera de San Francisco, Ópera de Los Ángeles, Opera lírica de Chicago, Metropolitan de Nueva York y Opernhaus de Zúrich.
En el terreno wagneriano, ha sido una de las figuras más destacadas del Festival de Bayreuth en la primera década del siglo XXI. Debutó en 1997 como Walther von Stolzing en Los Maestros Cantores de Núremberg dirigido por Daniel Barenboim (1997-1999) y Christian Thielemann (2000-2002). Cantó algunas funciones de Lohengrin entre 2000 y 2002, bajo la batuta de Antonio Pappano y Andrew Davis y fue Siegmund en El Anillo del Nibelungo dirigido por Adam Fischer (2001-2004), cantando también en algunas funciones del dirigido por Christian Thielemann, en 2006 y 2007. Desde 2005 a 2012 encarnó a Tristán, bajo la batura de Eiji Oue y Peter Schneider.